# Stiepan Szałajew
Stiepan Alesiejewicz Szałajew (ros. Степан Алексеевич Шалаев, ur. 5 stycznia 1929 we wsi Mord-Polany w Mordwińskiej ASRR, zm. 18 stycznia 2022 w Moskwie) – radziecki polityk i działacz związkowy.

## Życiorys
Z pochodzenia Mordwin. W latach 1943–1946 uczył się w szkole średniej, 1946–1951 studiował w Moskiewskim Instytucie Leśnotechnicznym, po czym został głównym inżynierem kombinatu przemysłu leśniczego „Udmurtles” w Udmurckiej ASRR, od sierpnia 1953 do stycznia 1955 był szefem Wydziału Produkcyjno-Technicznego Kombinatu „Udmurtles” w Iżewsku. Od kwietnia 1954 członek KPZR, od stycznia 1955 do stycznia 1957 dyrektor lespromchozu wsi Siełty w Udmurckiej ASRR, od stycznia 1957 do stycznia 1958 dyrektor lespromchozu w miejscowości Krestcy w obwodzie nowogrodzkim, od stycznia 1958 do stycznia 1963 dyrektor lespromchozu w miejscowości Olenino w obwodzie kalinińskim (twerskim). Od stycznia 1963 do stycznia 1964 główny specjalista Państwowego Komitetu Leśnego ZSRR w Moskwie, od stycznia 1964 do marca 1968 przewodniczący Centralnego Komitetu Związku Zawodowego Robotników Przemysłu Leśnego, Papierniczego i Obróbki Drewna, od marca 1968 do października 1980 sekretarz Najwyższej Centralnej Rady Gospodarki Narodowej. Od października 1980 do marca 1982 minister przemysłu leśnego, celulozowo-papierniczego i obróbki drewna ZSRR, od marca 1982 do marca 1990 przewodniczący Wszechzwiązkowej Centralnej Rady Związków Zawodowych, następnie na emeryturze. Od 1981 zastępca członka, a 1982-1990 członek KC KPZR. Deputowany do Rady Najwyższej ZSRR 10 i 11 kadencji. Odznaczony trzema Orderami Czerwonego Sztandaru Pracy i dwoma Orderami Znak Honoru. Pochowany na Cmentarzu Trojekurowskim w Moskwie.